# Musée d’Orsay

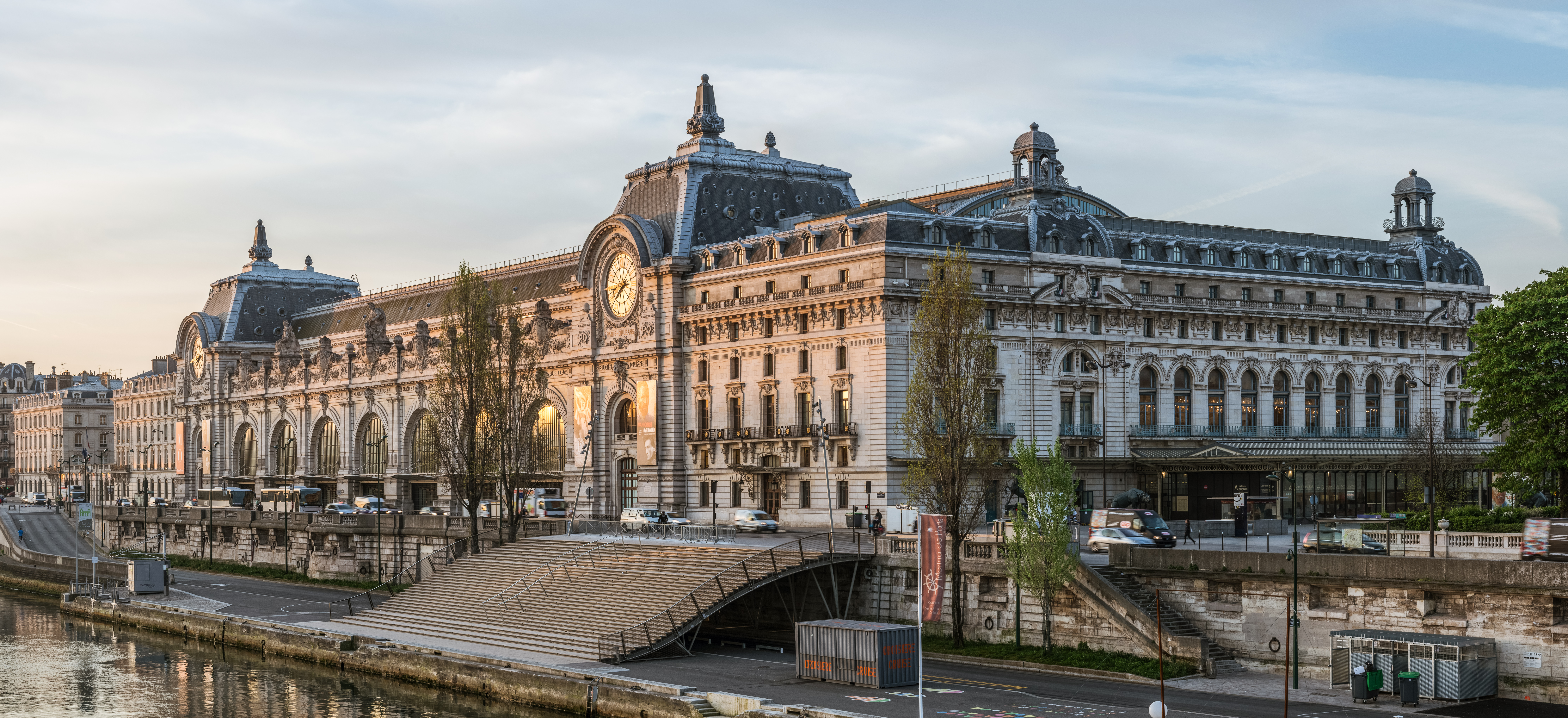
Musée d’Orsay von Nordwesten aus gesehen

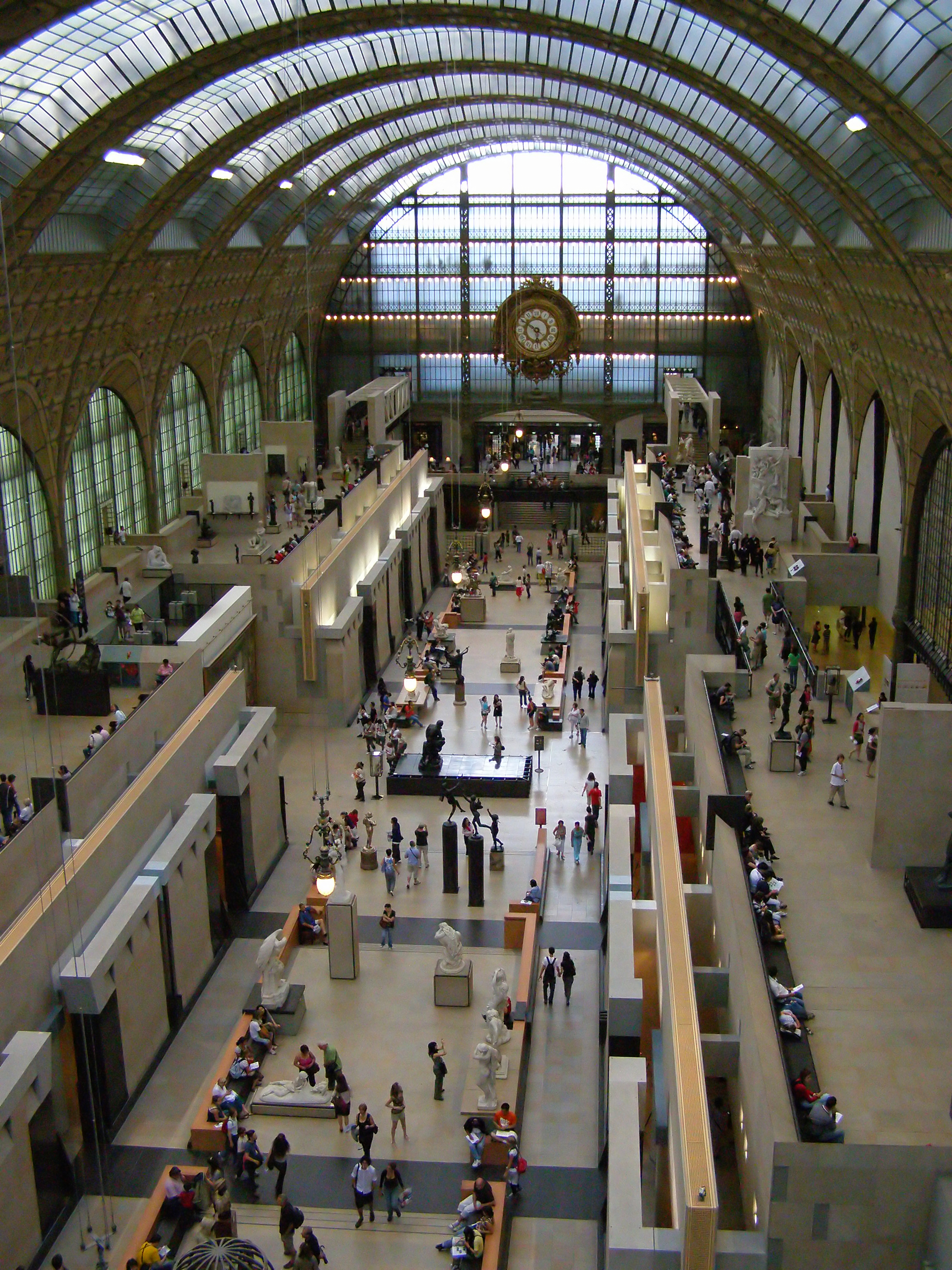
Musée d’Orsay, Innenansicht

Das Musée d’Orsay ist ein Kunstmuseum im Quartier Saint-Thomas-d’Aquin des 7. Arrondissements von Paris. Es liegt am südlichen Ufer der Seine gegenüber dem Tuileriengarten. Das Gebäude war ursprünglich als Gare d’Orsay einer der Pariser Fernbahnhöfe. Dieser war anlässlich der Weltausstellung des Jahres 1900 von Victor Laloux erbaut worden und wurde bis 1939 für den Fernverkehr in den Südwesten Frankreichs genutzt. 
Die Entscheidung, den Bahnhof in ein Museum umzuwandeln, fiel 1977 infolge einer Initiative des französischen Präsidenten Valéry Giscard d’Estaing. Der Umbau wurde von dem Architekturbüro ACT Architecture geleitet, bis das Musée d’Orsay 1986 eröffnet wurde.
Im Musée d’Orsay werden auf 16.000 Quadratmetern mehr als 4000 Exponate gezeigt. Die Gemälde, Skulpturen, Grafiken, Fotografien, Werke des Kunsthandwerks und Designs sowie der Architektur stammen bis auf wenige Ausnahmen aus dem Zeitraum zwischen 1848 und 1914. Zwischen der Einweihung im Dezember 1986 und dem Dezember 2005 besuchten über 51 Millionen Menschen das Musée d’Orsay. Im Jahr 2023 verzeichnete das Museum mit mehr als 3,8 Millionen Besuchern einen neuen Rekord. Es gehört zu den Attraktionen der Stadt Paris.

## Geschichte
Das Gelände, auf dem sich heute das Musée d’Orsay befindet, erlebte bereits vor der Errichtung des heutigen Gebäudes eine wechselvolle Geschichte. Zu Beginn des 17. Jahrhunderts befanden sich dort Teile des Gartens von Königin Margarete von Valois. Nach ihrem Tod 1615 wurde der Garten parzelliert und verkauft, es entstanden Stadthäuser und am Ufer der Seine der Hafen La Grenouillière. Dort ließ im Jahr 1708 der Prévôt des marchands Charles Boucher d’Orsay einen Kai anlegen, der später nach ihm Quai d’Orsay benannt wurde. Westlich des Geländes wurde in den 1780er-Jahren das Hôtel de Salm gebaut, heute Sitz der Ehrenlegion. Am Ort des heutigen Museums standen ab 1838 das Palais d’Orsay, erbaut von Jean-Charles Bonnard und Jacques Lacornée, Sitz der Cour des Comptes (Rechnungshof) und des Conseil d’Etat (Staatsrat), sowie östlich anschließend eine Kavalleriekaserne. Während der Pariser Kommune 1871 brannte das Palais d’Orsay aus. Seine Ruine stand mehr als ein Vierteljahrhundert, bis zum Bau des Bahnhofs, an Ort und Stelle.

### Gare d’Orsay

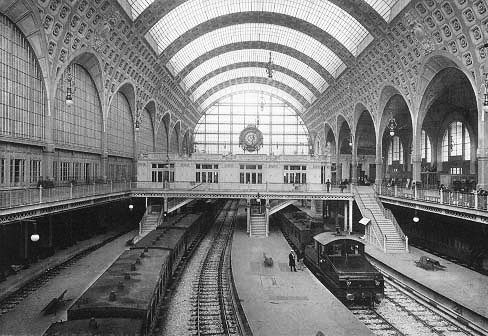
Gare d’Orsay (1900er Jahre)

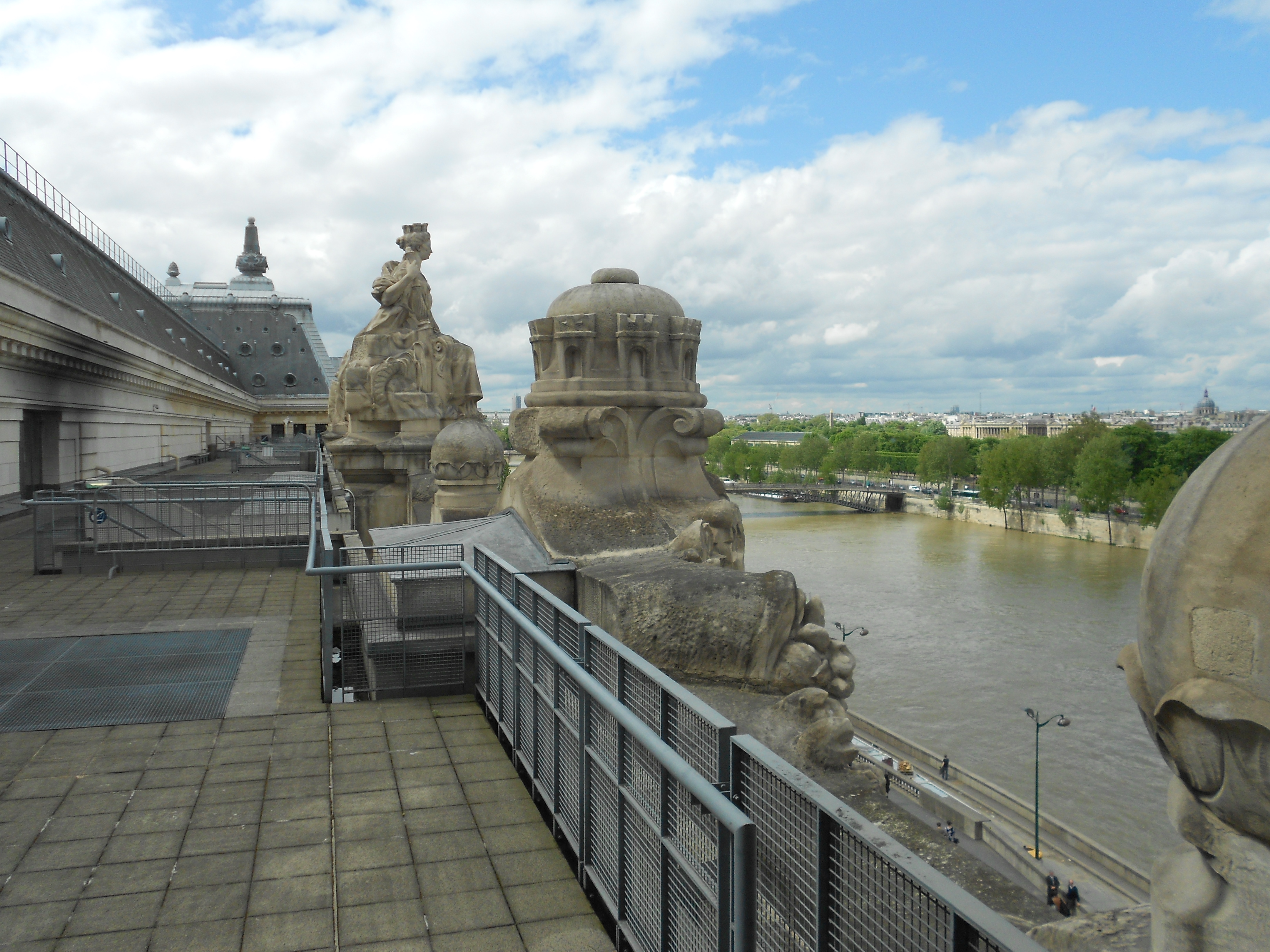
Blick vom Dach des Museums auf die Seine

Um in dem Gebiet einen neuen, zentraler gelegenen Endbahnhof für den Zugverkehr in den Südwesten Frankreichs zu errichten, verkaufte der französische Staat 1897 das Grundstück der Eisenbahngesellschaft Compagnie du chemin de fer de Paris à Orléans. Diese beauftragte drei Architekten mit Entwürfen unter der Vorgabe, dass sich der Bahnhof in das elegante architektonische Umfeld eingliedern solle. Im folgenden Jahr wurde Laloux’ Entwurf ausgewählt und mit den Bauarbeiten begonnen. Am 14. Juli 1900 wurde der neue Kopfbahnhof – zunächst als Gare d’Orléans – kurz nach Beginn der in Paris stattfindenden Weltausstellung jenes Jahres eröffnet und galt zu diesem Zeitpunkt als sehr modern.
Daneben entwickelte sich das Hotel Palais d’Orsay im Bahnhof zum Treffpunkt für Vereine und Parteien, die dort Bankette und Tagungen veranstalteten. 1939 wurde der Fernverkehr eingestellt; angeboten wurde fortan nur noch Vorortverkehr, da die Fernzüge für die Bahnsteige zu lang geworden waren. Im Zweiten Weltkrieg wurde der Bahnhof als Versandzentrum für Pakete an die Kriegsgefangenen genutzt und war 1945 mit dem Ende des Krieges der Bahnhof, an dem unter anderem die Überlebenden der Konzentrationslager ankamen.
Nach dem Krieg wurde nur noch das Hotel wie zuvor genutzt. So verbrachte zum Beispiel der Poet Ivan Goll dort seine letzten Lebensjahre. 1958 kündigte Charles de Gaulle auf einer Pressekonferenz im Ballsaal des Hotels seine Rückkehr zur Macht an. Daneben wurde der Bahnhof als Kulisse für Filme genutzt. So drehte Anfang der 1960er-Jahre der Regisseur Orson Welles seinen 1962 erschienenen Film Der Prozeß nach dem gleichnamigen Buch von Franz Kafka in diesen Räumlichkeiten. Zudem hielt sich dort einige Jahre lang die Theatergruppe um Jean-Louis Barrault auf. Während des Baus des neuen Hôtel Drouot fanden in den Jahren von 1976 bis 1980 die Versteigerungen dieses Auktionshauses vorübergehend in dem Rahmen des ehemaligen Bahnhofs statt.

### Neuorientierung und Entscheidung für das Museum

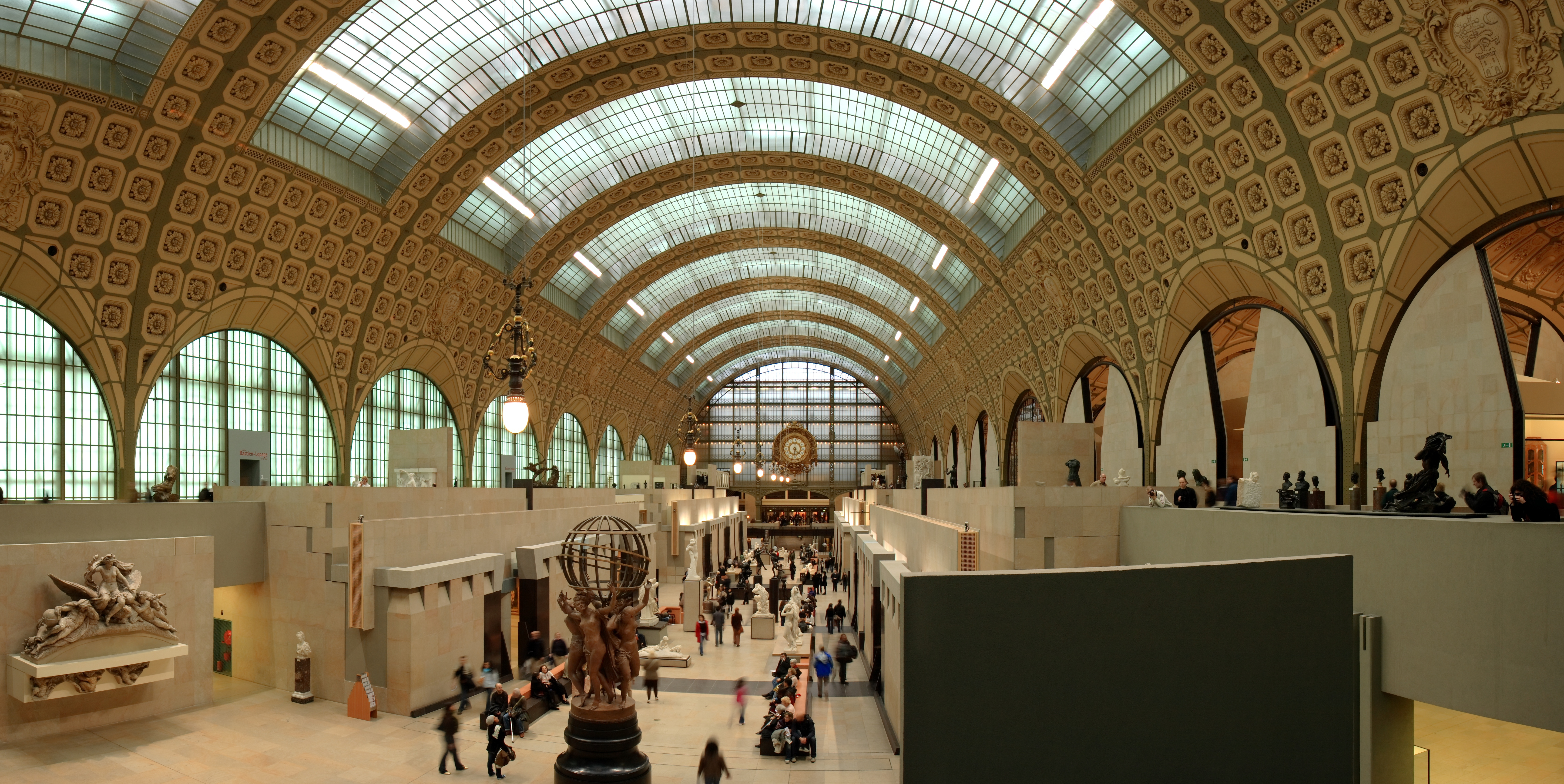
Halle im Musée d’Orsay

Nachdem am 1. Januar 1973 auch das Hotel im Gare d’Orsay geschlossen wurde, kam es zu Überlegungen, ob das Gebäude weiterhin genutzt oder abgerissen werden soll, um die Fläche neu zu bebauen. So wurde ein Hotelneubau in Betracht gezogen. Aufgrund des stetig steigenden Interesses am 19. Jahrhundert wurde der Gare d’Orsay am 8. März 1973 in das ergänzende Denkmalverzeichnis aufgenommen, was Überlegungen bestärkte, in dem Gebäude ein Museum einzurichten. So plante in diesem Jahr bereits die Direktion der Museen Frankreichs, das alte Bahnhofsgebäude als Ausstellungsort für die Kunst der zweiten Hälfte des 19. Jahrhunderts zu nutzen. Diese Idee wurde zudem dadurch unterstützt, dass zusammen mit den in der Nachbarschaft liegenden Louvre, Musée de l’Orangerie und Grand Palais ein einzigartiger Museumskomplex entstehen sollte. Am 22. Oktober 1977 wurde dann die Umwandlung des Gare d’Orsay zu einem Museum infolge einer Initiative des französischen Präsidenten Valéry Giscard d’Estaing beschlossen. Im folgenden Jahr wurde das Gebäude zudem unter Denkmalschutz gestellt.

### Musée d’Orsay
Im folgenden Jahr wurde das Musée d’Orsay gegründet, um die Bauarbeiten zu leiten und den Aufbau des Museums zu realisieren. Der Umbau, der die Architektur des Gebäudes von Laloux erhalten sollte, wurde ab 1979 unter der Leitung der Architekten Rennaud Bardon, Jean-Paul Philippon und Pierre Colboc des Büros ACT-Architecture vorgenommen. Sie hatten sich zuvor gegen fünf Konkurrenzentwürfe durchgesetzt. Das Innere des Musée d’Orsay wurde von der italienischen Architektin, Innenarchitektin und Designerin Gae Aulenti konzipiert. Am 1. Dezember 1986 wurde das Musée d’Orsay vom französischen Präsidenten François Mitterrand eingeweiht. Acht Tage später wurde es der Öffentlichkeit endgültig zugänglich gemacht.
Bis 1994 wurde das Musée d’Orsay von Françoise Cachin geleitet, deren Nachfolger Henri Loyrette bis 2001 amtierte. In die Amtszeit von Serge Lemoine, der 2001 den Posten des Direktors übernahm, fielen weitere Renovierungsarbeiten, die in den Jahren 2002 und 2003 stattfanden.

## Architektur

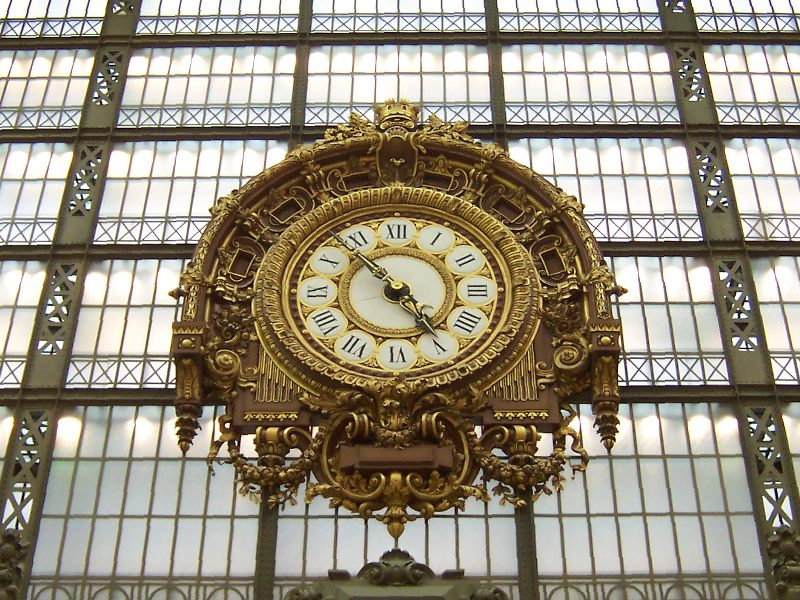
Restaurierte Bahnhofsuhr

Der Gare d’Orsay wurde im Zusammenhang mit der Weltausstellung im Jahre 1900 von Victor Laloux für die Verbindung Paris–Orléans gebaut. Das fortschreitende Wachstum der Stadt erforderte den Einsatz immer längerer Züge – binnen weniger Jahrzehnte erwiesen sich die Bahnsteige als zu kurz. 1939 wurde der Bahnhof geschlossen und im Jahre 1978 als historisches Bauwerk eingestuft.
Unter Leitung der Architektin Gae Aulenti wurde das Bahnhofsgebäude von 1980 bis 1986 behutsam und unter Wahrung der alten Bausubstanz zum Museum umgebaut. Die Haupthalle wurde weitgehend freigelegt. Zu beiden Seiten wurden von Terrassen überdeckte Museumssäle eingebaut. Alte Ornamente aus Eisen und Stuck wurden wieder freigelegt. Das vorhandene Glasdach wurde genutzt, um eine helle, große Galerie zu schaffen. Neben der großen Haupthalle entstanden auf beiden Seiten im Unter- und im Zwischengeschoss dunkle und helle Nebengalerien. Auf Höhe des Dachgewölbes, an der Stirnseite, unter anderem in den restaurierten Räumen des ehemaligen Hotels, sowie an der dem Seine-Ufer zugewandten Längsseite befinden sich weitere Ausstellungsräume. Besonders empfindliche Kunstwerke sind an dunkleren Stellen im Museum platziert.

## Sammlung

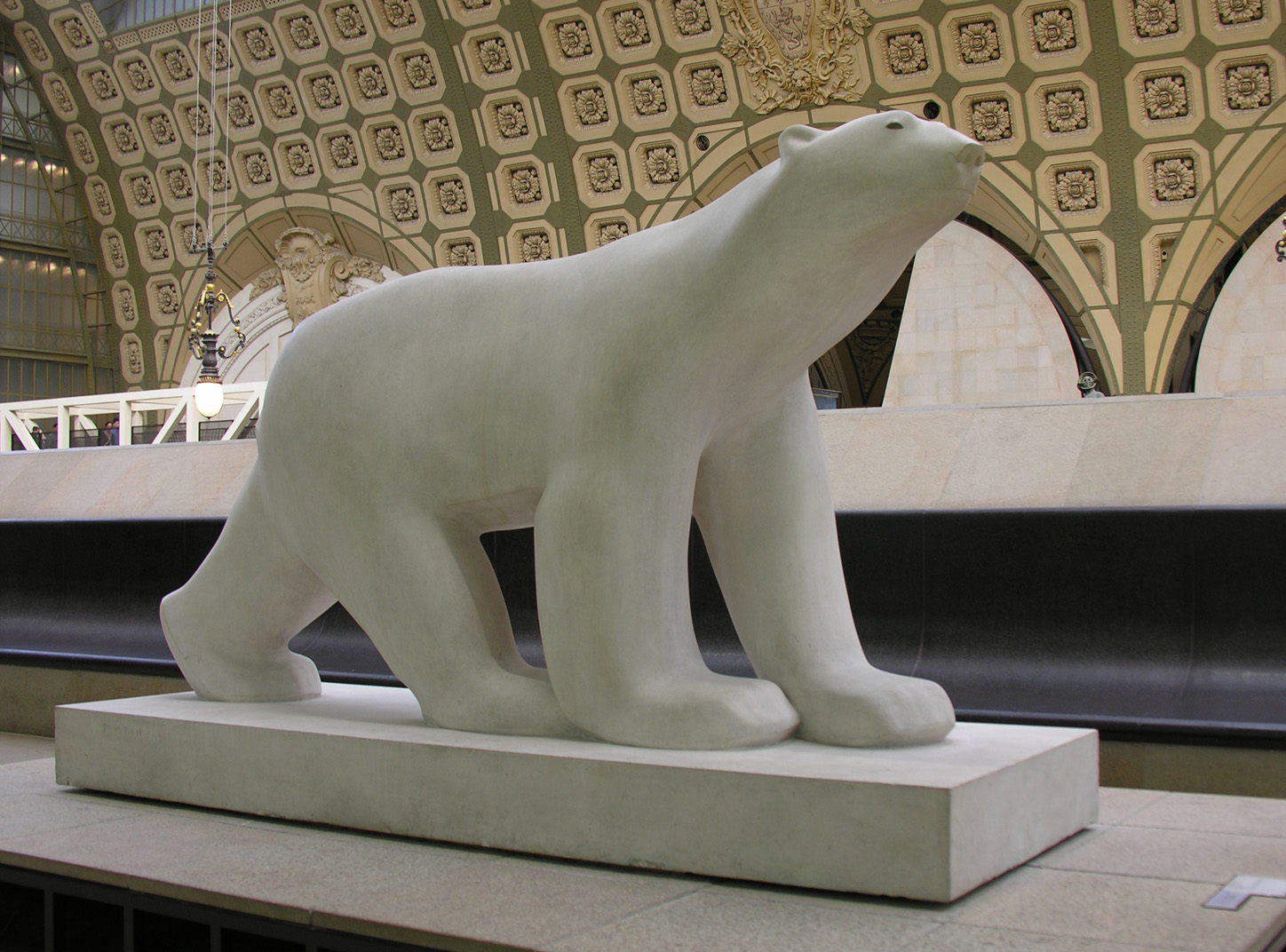
François Pompon: Der Eisbär

Das Musée d’Orsay zeigt Gemälde, Skulpturen, Werke des Kunsthandwerks und Designs, Grafiken und Fotografien, Modelle, Bauteile und Entwürfe der Baukunst sowie Möbel. Die Eckdaten der in die Sammlung aufgenommenen Werke wurden auf etwa 1848 (Beginn der Zweiten Republik) und 1914 (Beginn des Ersten Weltkrieges) festgelegt. Weltweit einzigartig ist die Sammlung französischer Impressionisten. Aber auch die anderen Werke fast aller Stilrichtungen des genannten Zeitraums und vieler Einzelkünstler des 19. und frühen 20. Jahrhunderts sind sehr umfangreich und von herausragender Qualität.

### Provenienz
Der ursprüngliche Bestand des Musée d’Orsay setzte sich aus verschiedenen, aus anderen Museen stammenden Vorgängersammlungen beziehungsweise Teilen davon zusammen, deren Geschichte folglich weit vor der Gründung des Musée d’Orsay begann. Übernommen wurde der Fundus des Musée du Jeu de Paume, dessen Gebäude einem anderen Zweck überführt wurde. Die übrigen Werke wurden vor allem aus den Sammlungen des Louvres und des im Jahr 1976 gegründeten Musée National d’Art Moderne übernommen.
1. Das Musée du Jeu de Paume besaß einen umfangreichen Bestand an Gemälden, Skulpturen und Zeichnungen der französischen Impressionisten.
2. Der Louvre übergab Arbeiten von Künstlern, die nach 1820 geboren wurden.
3. Vom Musée national d’art moderne Centre Georges-Pompidou wurden die Werke von bis 1870 geborenen Künstlern an das Orsay-Museum abgegeben.

Sollbruchstelle der Aufteilung ist das Geburtsjahr der Künstler: mit Ausnahmen vor 1820 beim Louvre, nach 1870 im Centre Georges-Pompidou. In dieser chronologischen Einteilung liegt bereits ein Grundproblem der nationalen Museumslandschaft, da durch eine starre zeitliche Bruchstelle Sammlungen zum Teil an unpassenden Stellen auseinandergerissen wurden und stilistische Merkmale und Gemeinsamkeiten zu wenig Beachtung fanden.

### Beispiele ausgestellter Kunstwerke

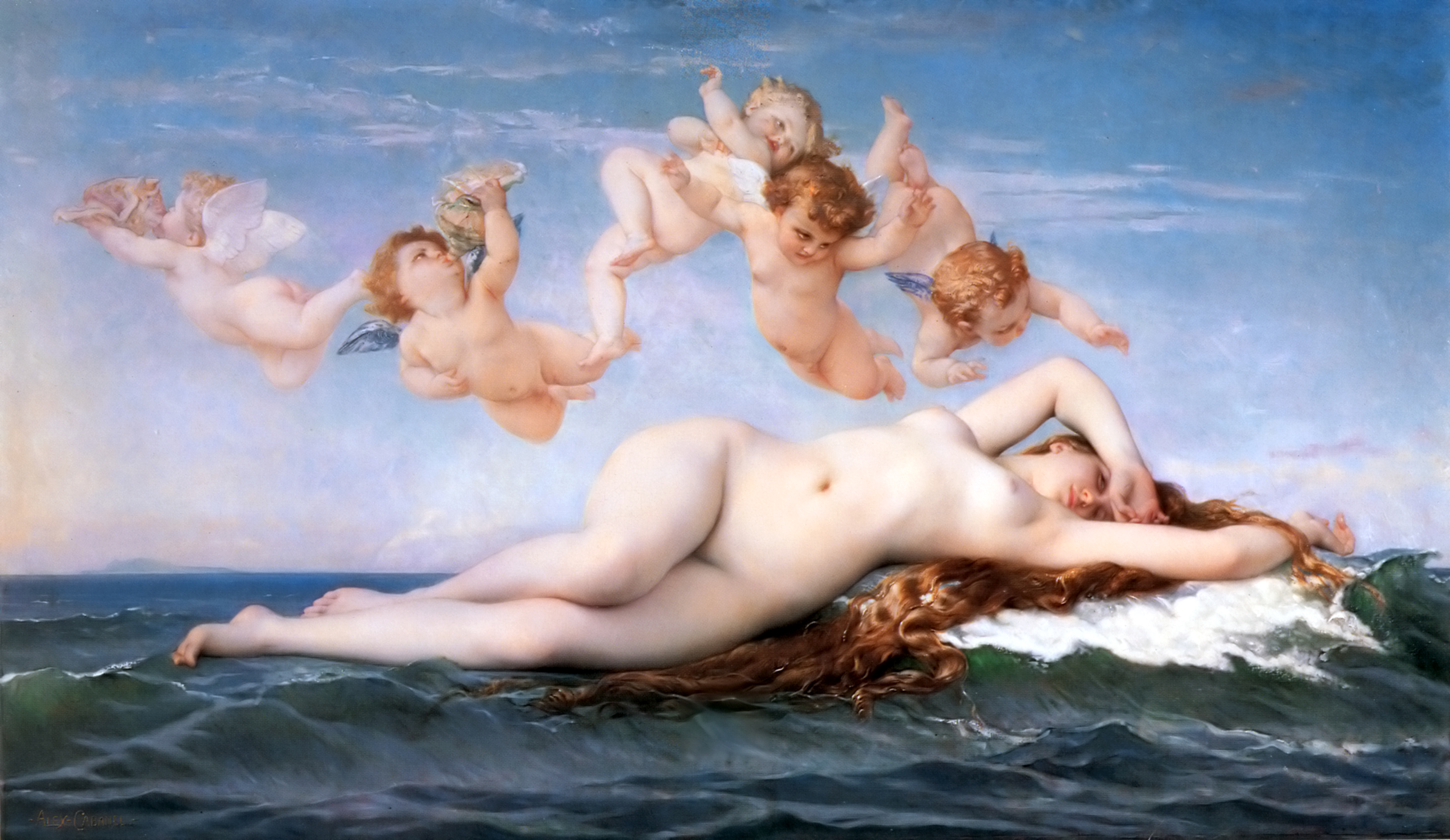
Alexandre Cabanel Die Geburt der Venus
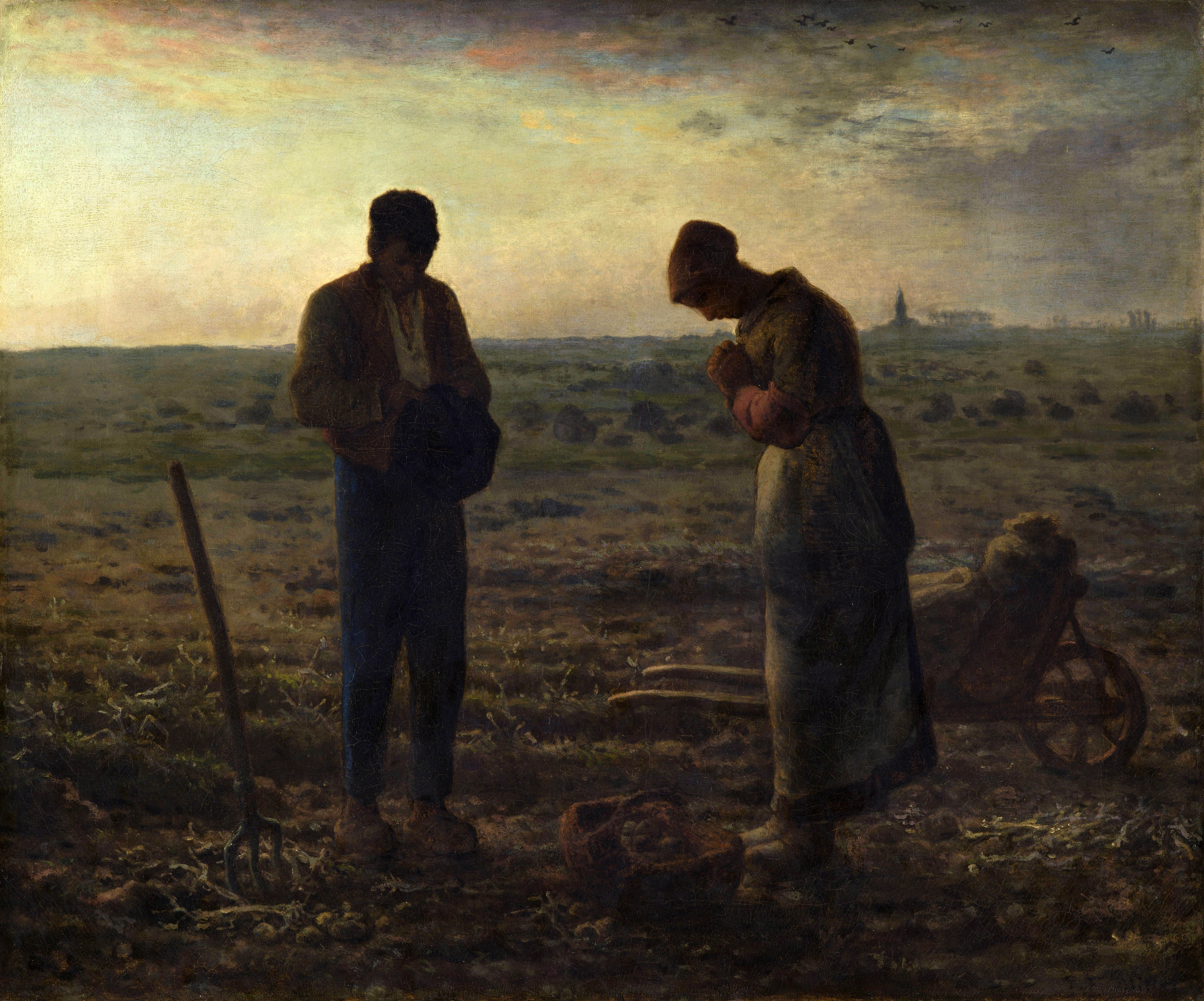
Jean-François Millet Abendgebet (Angélus)
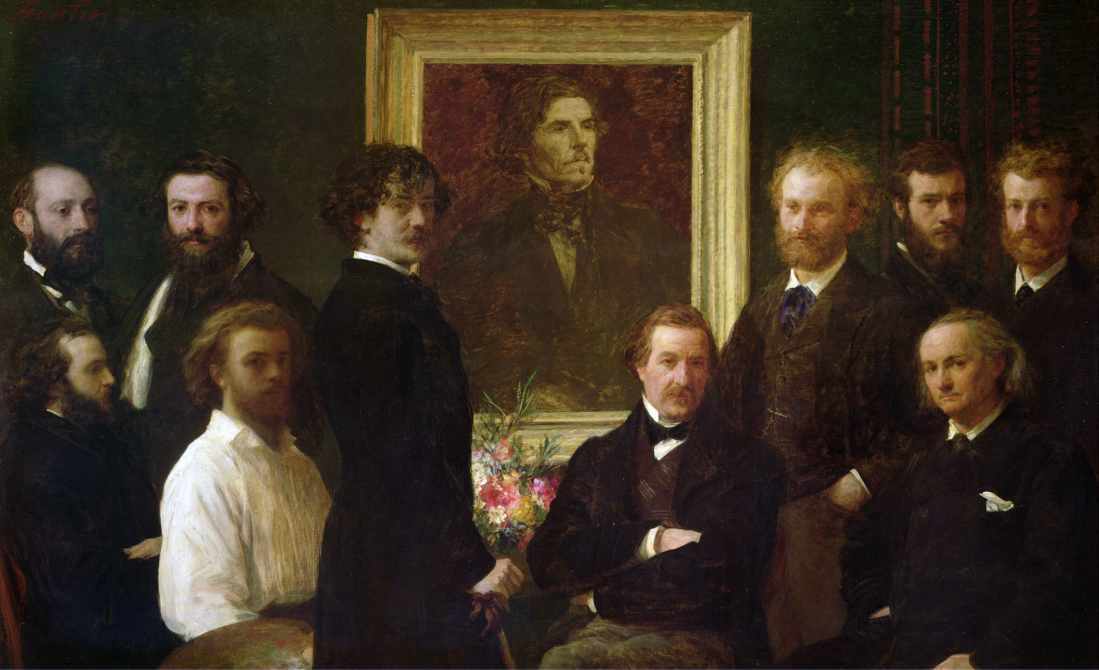
Henri Fantin-Latour Hommage à Delacroix
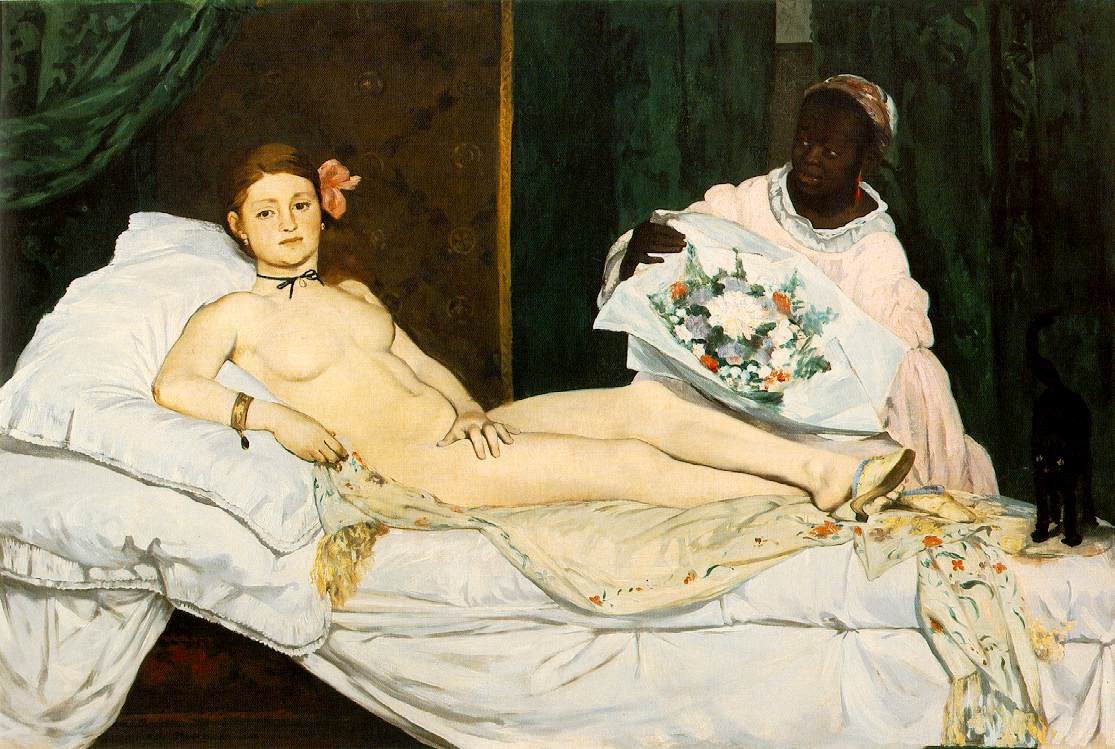
Édouard Manet Olympia
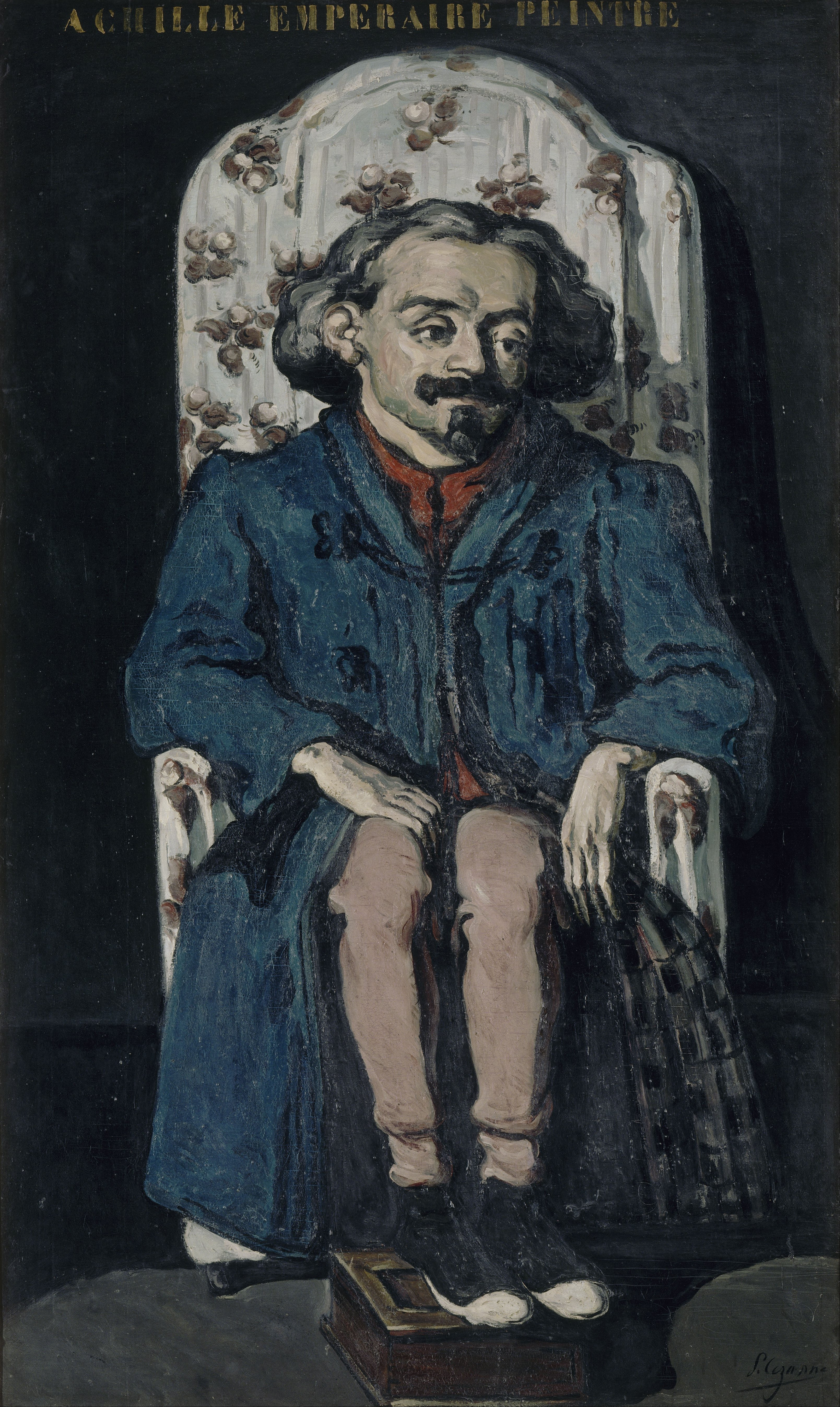
Paul Cézanne Porträt des Achille Emperaire
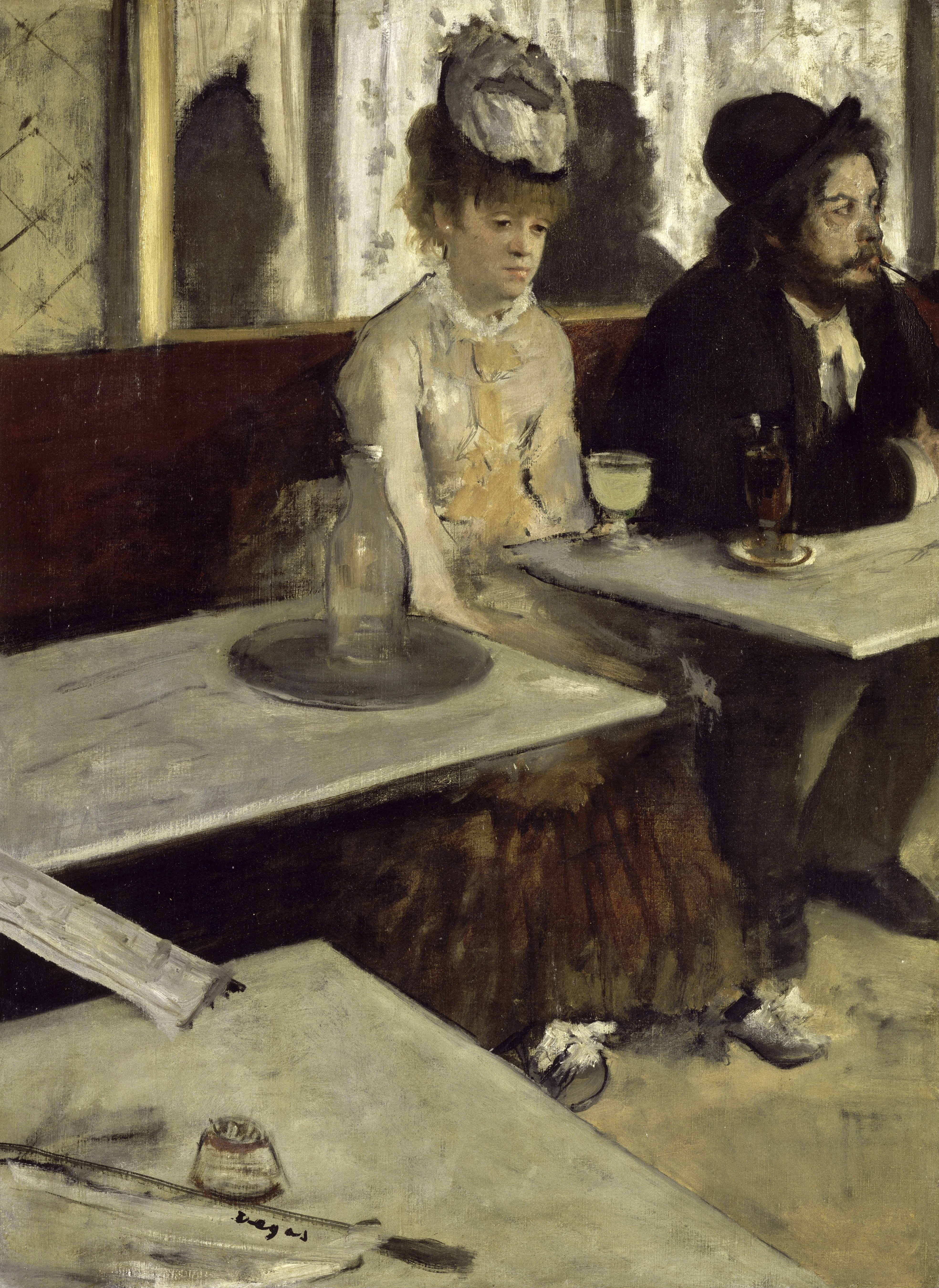
Edgar Degas Der Absinth
"Whistlers Mother" James McNeill Whistler
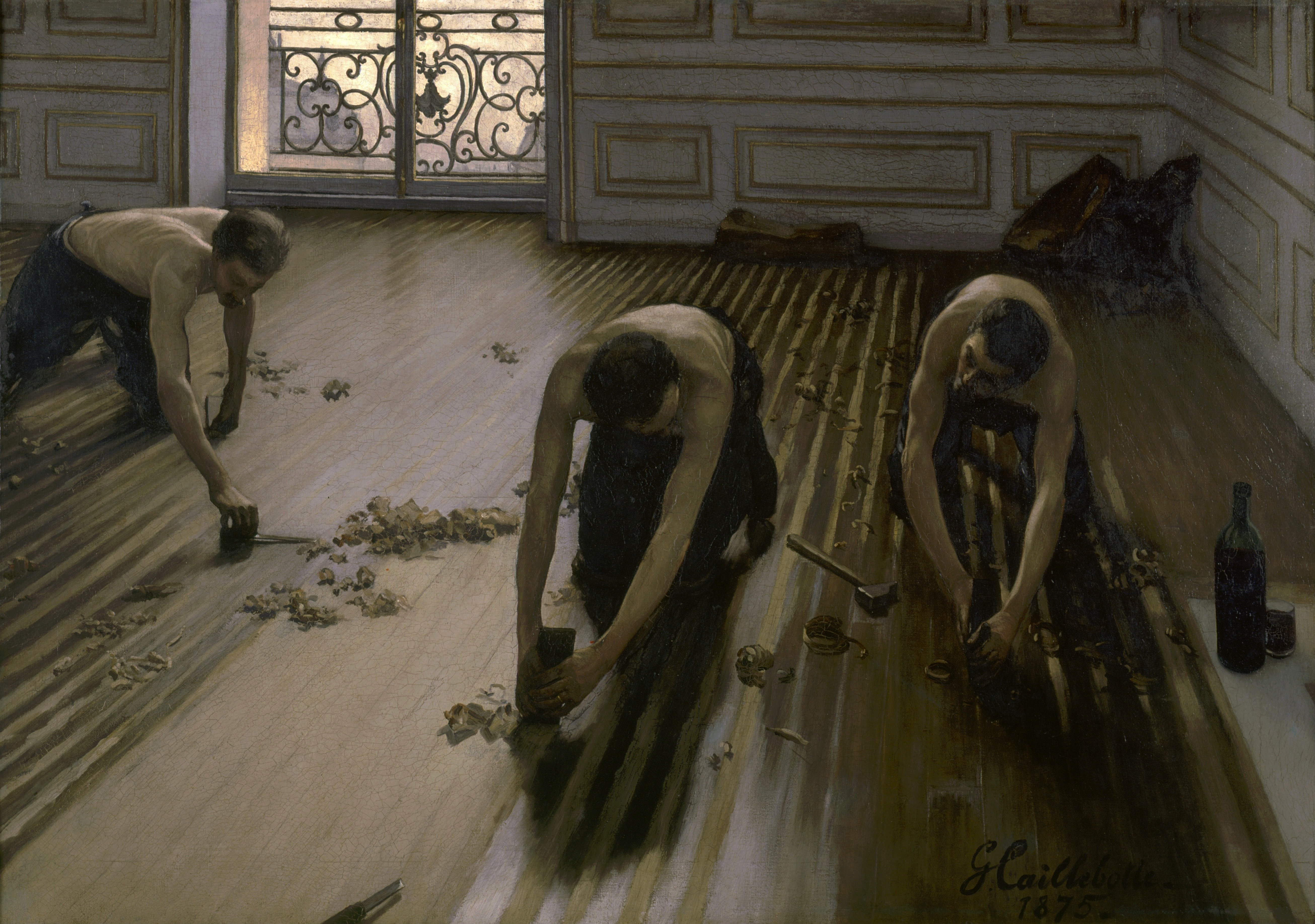
Gustave Caillebotte Die Parkettschleifer
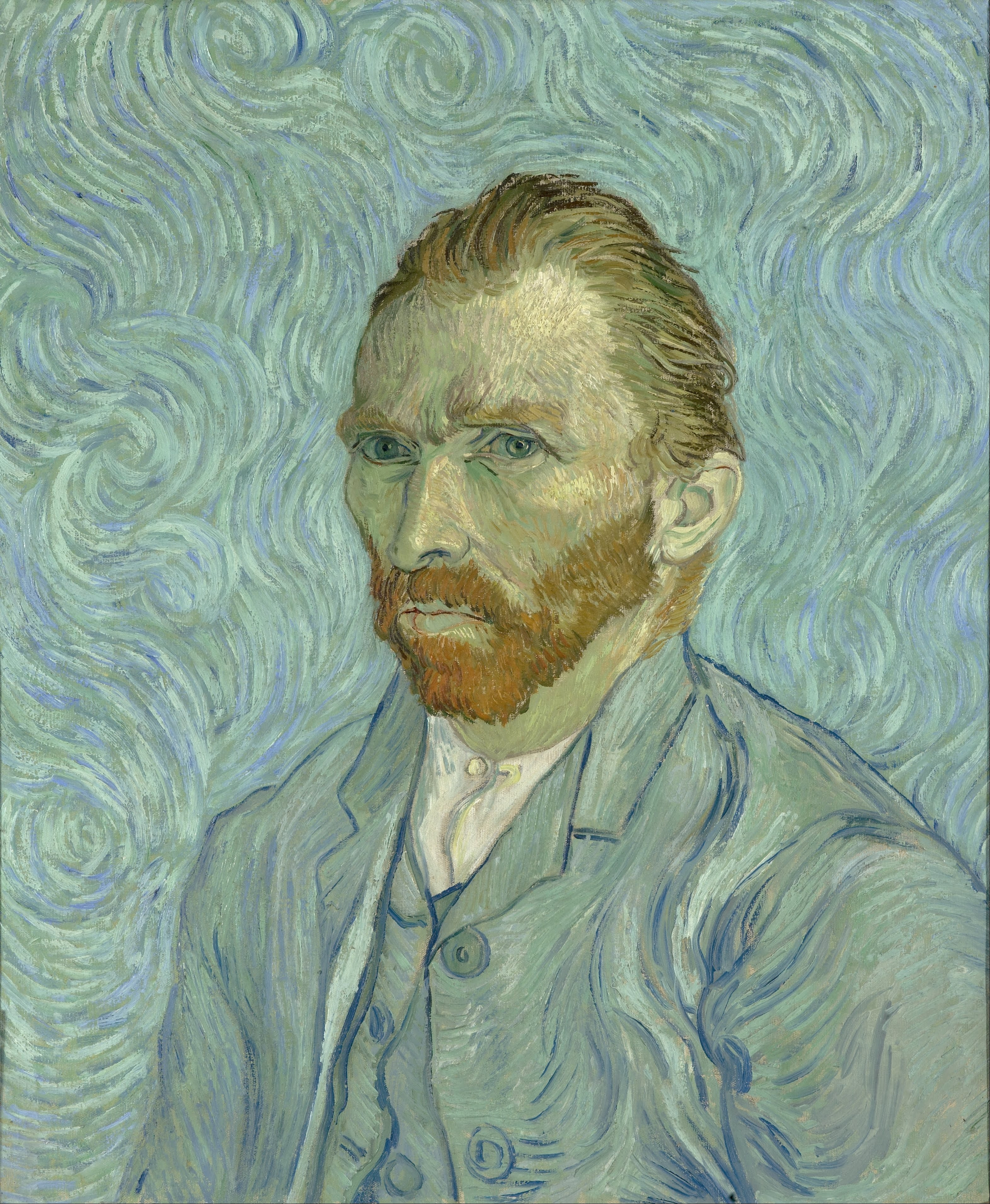
Vincent van Gogh Selbstporträt
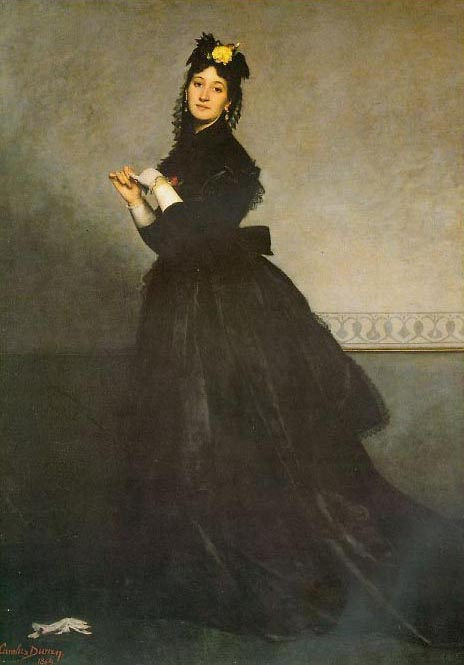
Emile Auguste Carolus-Duran Portrait der Mme***
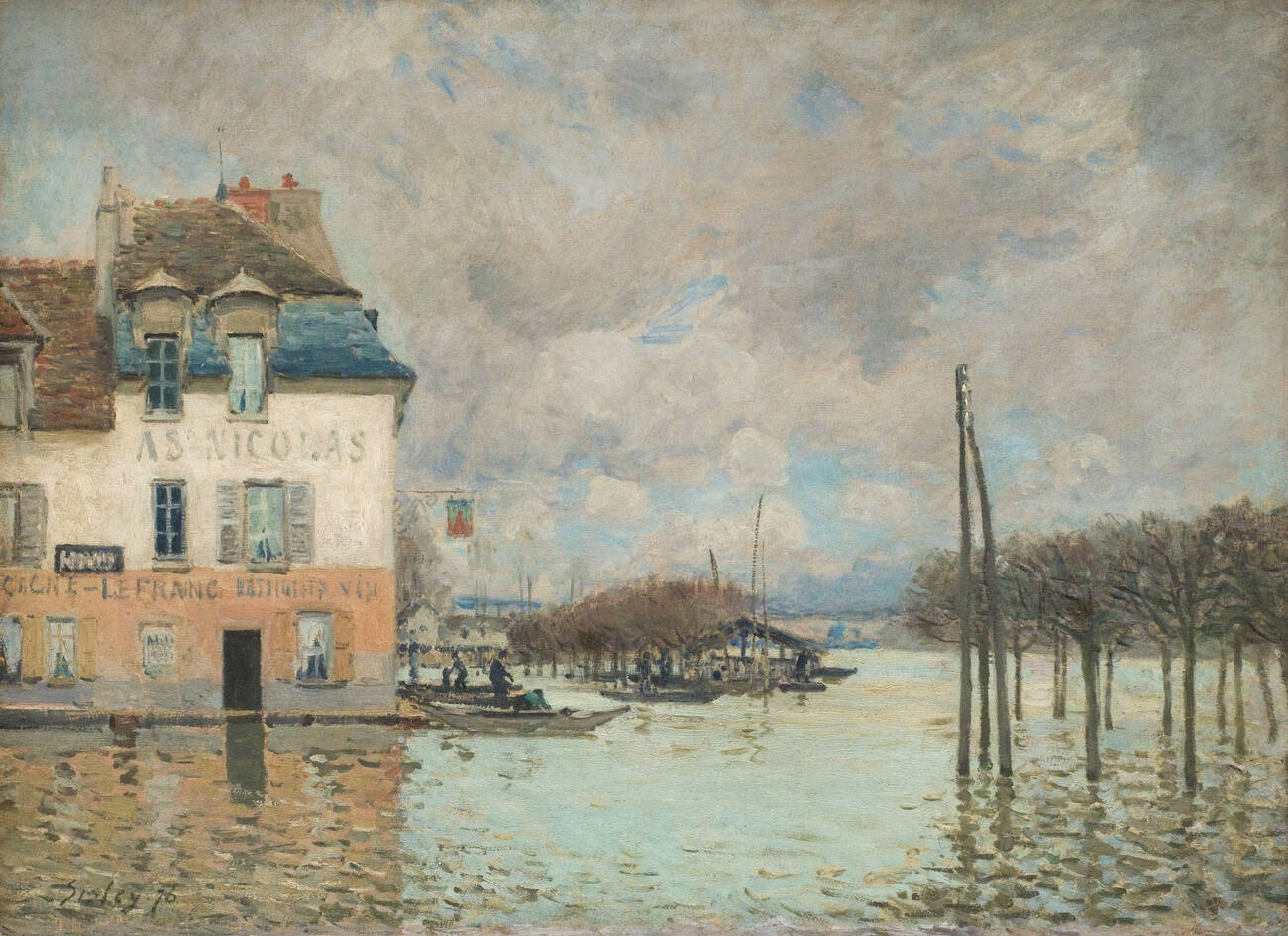
Alfred Sisley Überschwemmung in Port-Marly
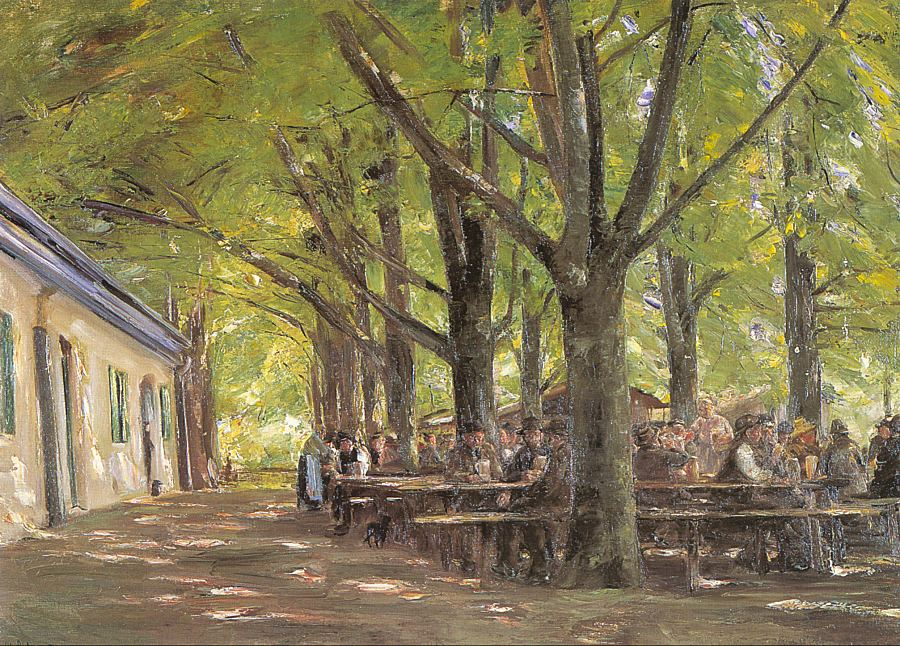
Max Liebermann Brannenburger Biergarten
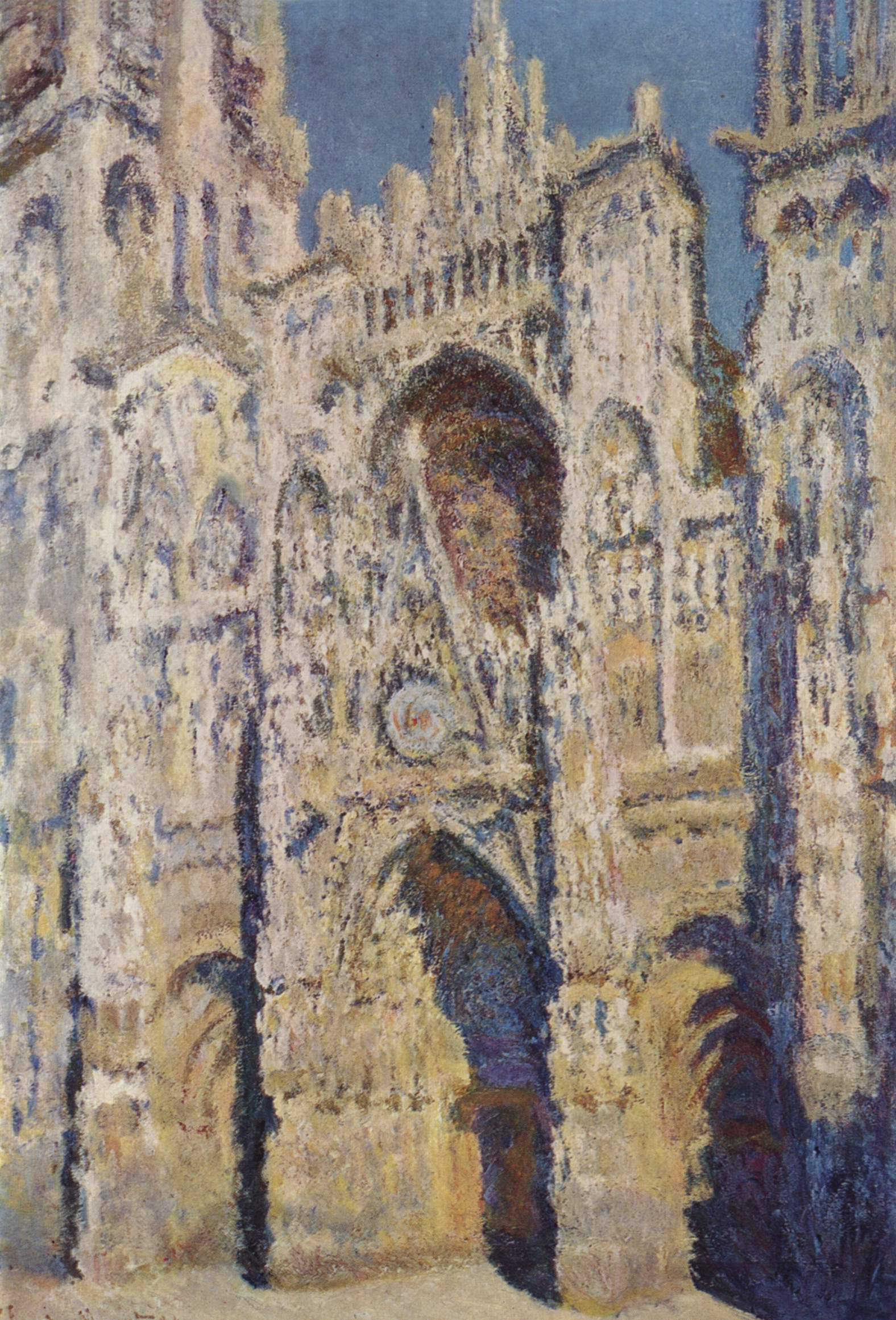
Claude Monet Kathedrale von Rouen
Paul Signac Le château des papes
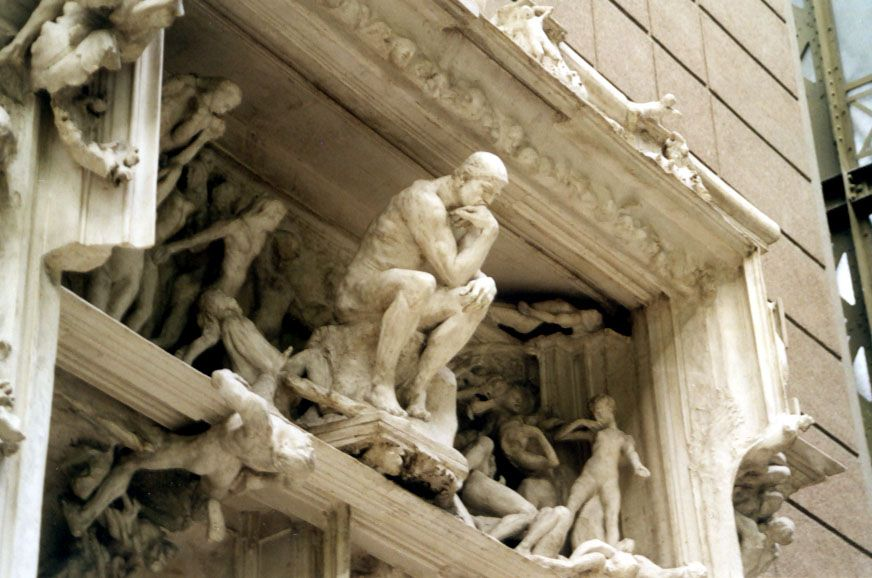
Auguste Rodin Der Denker, Detail aus dem Tor der Hölle
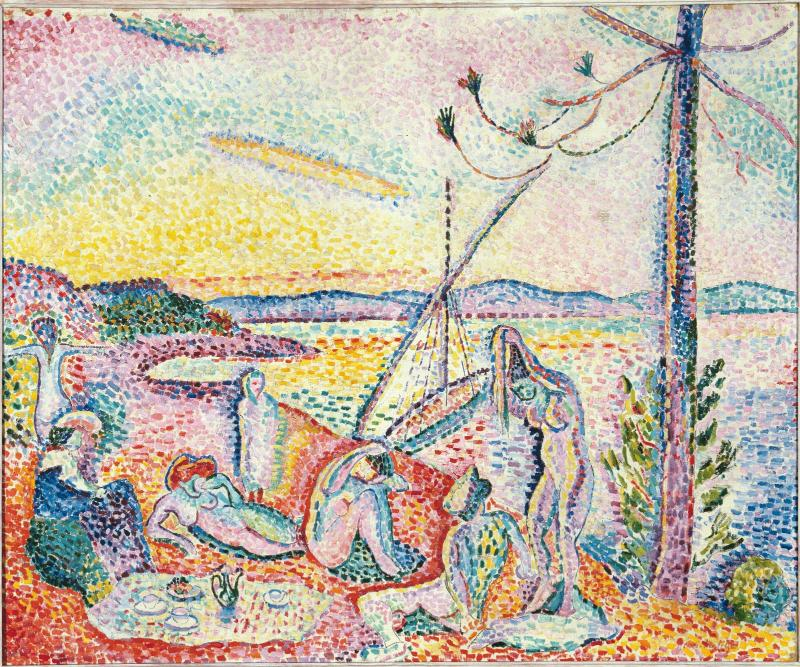
Henri Matisse Luxe, calme et volupté

### Liste von ausgestellten Künstlern
- Eugène Emmanuel Amaury-Duval
- Louis-Ernest Barrias
- Alfred Barye
- Antoine-Louis Barye
- Jules Bastien-Lepage
- Frédéric Bazille
- Léon Belly
- Émile Bernard
- Jacques-Émile Blanche
- Joseph Blanc
- Arnold Böcklin
- Giovanni Boldini
- Rosa Bonheur
- Pierre Bonnard
- Léon Bonnat
- Eugène Boudin
- William Adolphe Bouguereau
- Jules Breton
- Eugène Burnand
- Edward Burne-Jones
- Gustave Caillebotte
- François-Rupert Carabin
- Jean-Baptiste Carpeaux
- Eugène Carrière
- Jean-Joseph Carriès
- Mary Cassatt
- Paul Cézanne
- Théodore Charpentier
- Théodore Chassériau
- Camille Claudel
- Fernand Cormon
- Camille Corot
- Gustave Courbet
- Jules Coutan
- Henri Edmond Cross
- Aimé-Jules Dalou
- Charles-François Daubigny
- Honoré Daumier
- Edgar Degas
- Eugène Delacroix
- Maurice Denis
- André Derain
- Édouard Detaille
- Narcisse Diaz de la Peña
- Jules Dupré
- James Ensor
- Henri Fantin-Latour
- Pierre-Felix Fix-Masseau
- Hippolyte Flandrin
- Emmanuel Frémiet
- Eugène Fromentin
- Antonio de la Gandara
- Émile Gallé
- Antonio Gaudí
- Paul Gauguin
- Jean-Léon Gérôme
- Henri Gervex
- Vincent van Gogh
- Paul Guigou
- Gustave Guillaumet
- Hector Guimard
- Vilhelm Hammershøi
- Ferdinand Hodler
- Jean-Auguste-Dominique Ingres
- Johan Barthold Jongkind
- Fernand Khnopff
- Gustav Klimt
- Georges Lemmen
- Lucien Lévy-Dhurmer
- Léon Lhermitte
- Maximilien Luce
- Aristide Maillol
- Édouard Manet
- Henri Matisse
- Jean-Louis-Ernest Meissonier
- Constantin Meunier
- Jean-François Millet
- Piet Mondrian
- Claude Monet
- Gustave Moreau
- Étienne Moreau-Nélaton
- Berthe Morisot
- Edvard Munch
- Nadar
- Alphonse de Neuville
- Camille Pissarro
- François Pompon
- Pierre Puvis de Chavannes
- Odilon Redon
- Pierre-Auguste Renoir
- Théo van Rysselberghe
- Auguste Rodin
- Henri Rousseau
- Théodore Rousseau
- Ker-Xavier Roussel
- Paul Sérusier
- Georges Seurat
- Paul Signac
- Alfred Sisley
- Jan Toorop
- Henri de Toulouse-Lautrec
- Paolo Troubetzkoy
- Félix Vallotton
- Édouard Vuillard
- James McNeill Whistler
- Franz Xaver Winterhalter

## Film
- Das Musée d’Orsay in Paris. Dokumentarfilm, Frankreich, 2011, 84 Min., Buch und Regie: Bruno Ulmer, Produktion: Ladybirds Films, Musée d’Orsay, arte France, Erstsendung: 8. Januar 2012 bei arte, Dossier von arte.